# Cliffortia scandens
Cliffortia scandens är en rosväxtart som beskrevs av C.Whitehouse. Cliffortia scandens ingår i släktet Cliffortia och familjen rosväxter. Inga underarter finns listade i Catalogue of Life.